# Winston-Salem State Rams

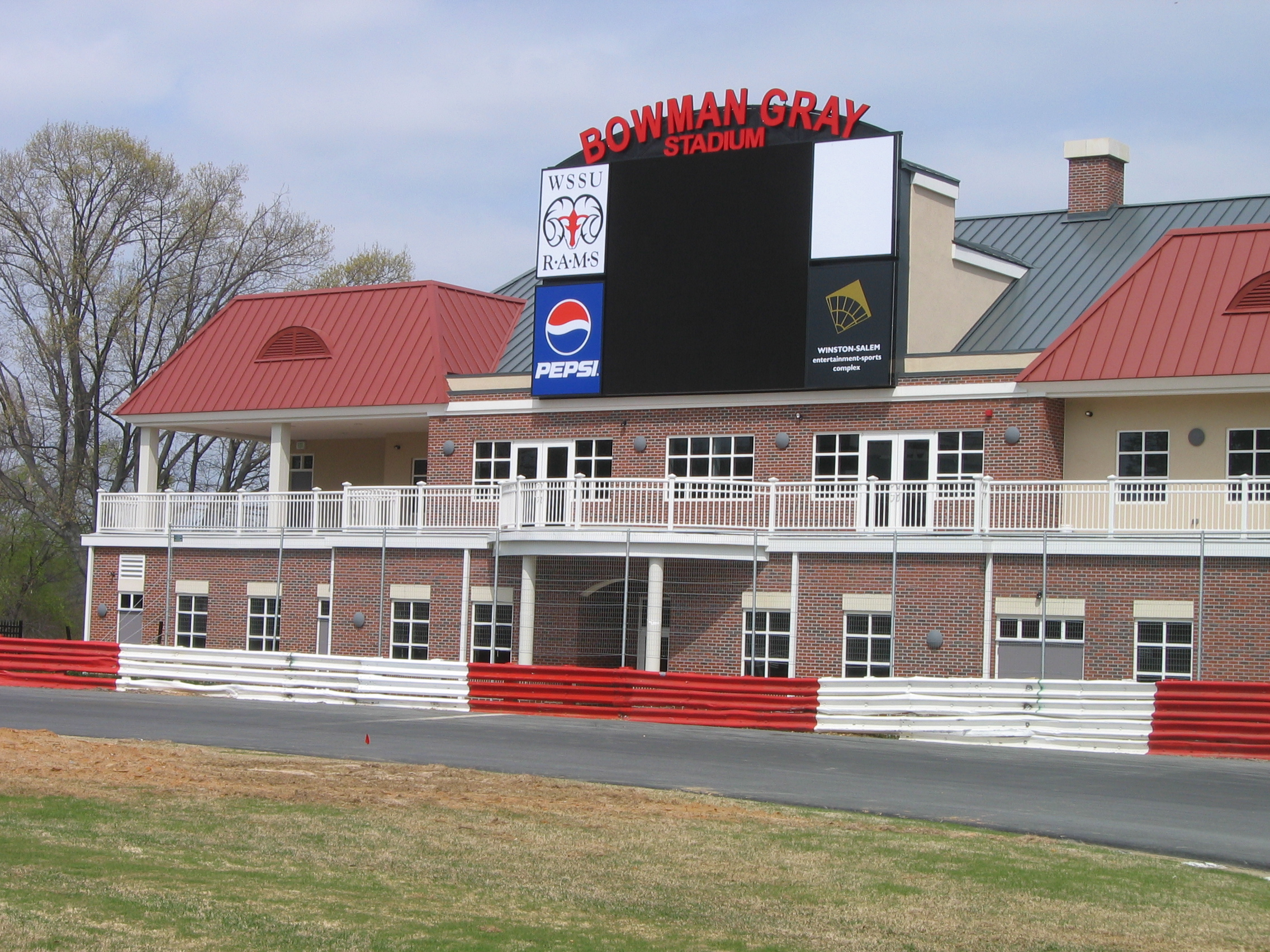
Marcador del Bowman Gray Stadium

Winston-Salem State Rams (español: los Carneros de la Estatal Winston-Salem) es el nombre de los equipos deportivos de la Universidad Estatal Winston-Salem, situada en Winston-Salem, Carolina del Norte. Los equipos de los Rams participan en las competiciones universitarias organizadas por la NCAA, y forman parte desde 2010 de la Central Intercollegiate Athletic Association, tras haber permanecido en ella previamente desde 1945 hasta 2006.

## Programa deportivo
Los Rams compiten en 4 deportes masculinos y en otros 6 femeninos:
| - Masculino - Baloncesto - Béisbol - Fútbol americano - Cross | - Femenino - Baloncesto - Voleibol - Cross - Atletismo - Softball - Fútbol |

## Instalaciones deportivas
- LJVM Coliseum Annex es el pabellón donde disputan sus competiciones los equipos de baloncesto. Tiene una capacidad para 4.000 espectadores y fue inaugurado en 1989.[1]

- Bowman Gray Stadium es el estadio donde disputan sus encuentros el equipo de fútbol americano. Es además una pista de NASCAR donde se celebraron carreras de la Copa NASCAR entre 1958 y 1971. Fue inaugurado en 1937 y tiene una capacidad para 17.000 espectadores para el fútbol, que se amplían a 20.000 para las carreras.[2]